# ديون تايلور
ديون تايلور (بالإنجليزية: Deon Taylor)‏ هو كاتب سيناريو ومخرج أمريكي، ولد في 25 يناير 1976 في شيكاغو في الولايات المتحدة.

## وصلات خارجية
- ديون تايلور على موقع IMDb (الإنجليزية)
- ديون تايلور على موقع ألو سيني (الفرنسية)
- ديون تايلور على موقع أول موفي (الإنجليزية)
- ديون تايلور على موقع قاعدة بيانات الأفلام السويدية (السويدية)
- ديون تايلور على موقع قاعدة بيانات الفيلم (الإنجليزية)
- ديون تايلور على موقع كينوبويسك (الروسية)